# Mugdhabodha
Mugdhabodha, namn på en grammatika över sanskrit av indiske grammatikern Vopadeva från 1200-talet.
Det i Mugdhabodha använda grammatiska systemet representerar en enklare form av grammatisk framställning (mera liknande det europeiska förfaringssättet) i motsats till det av Panini använda. Den utgavs i västerlandet första gången av Böhtlingk (1847). Jfr A.C. Burnell, "A classified index to the sanskr. Mss in the palace at Tanjore" (1880).